# Pistola sparachiodi

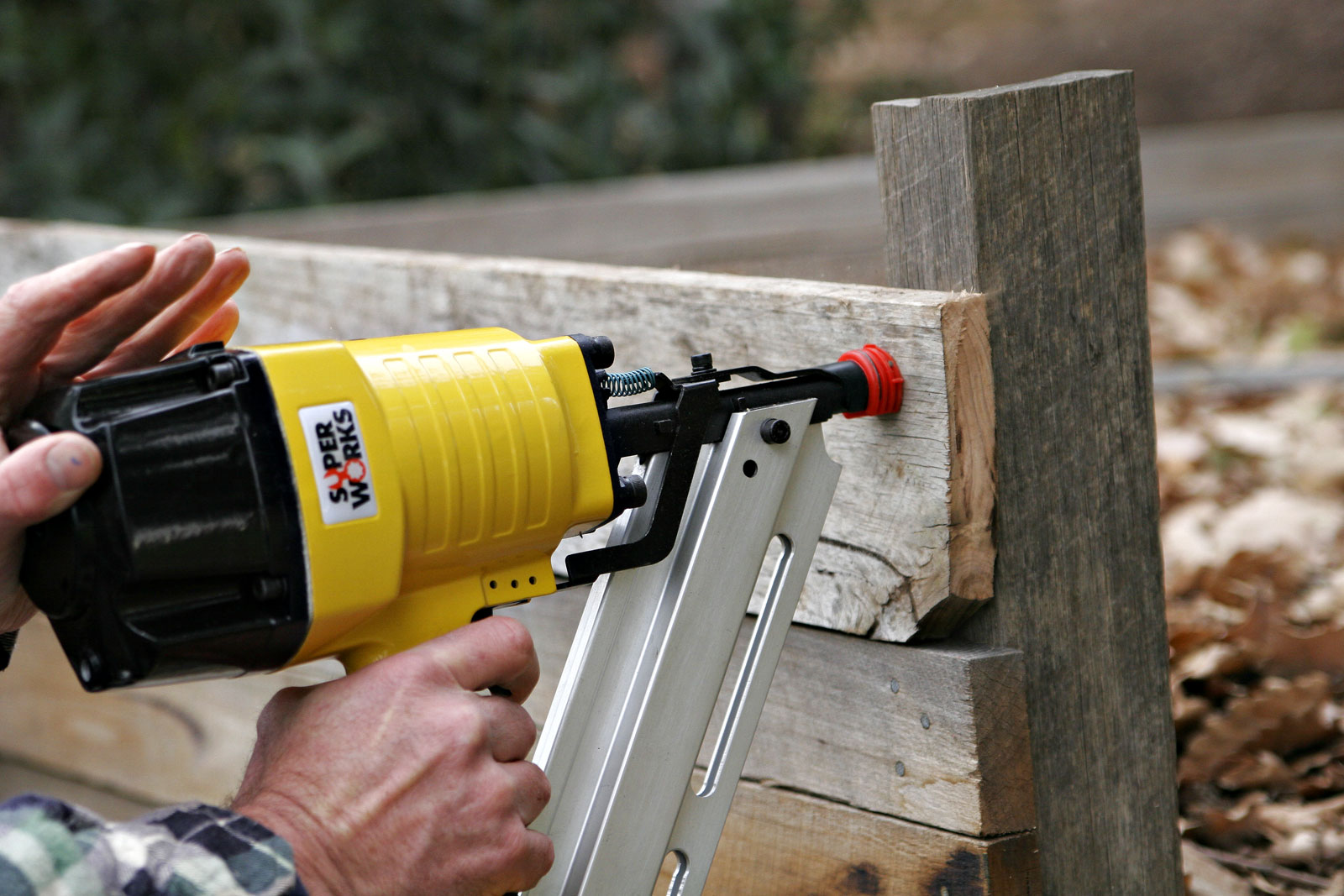
Utilizzo di una pistola sparachiodi

La pistola sparachiodi (o semplicemente sparachiodi, detta anche chiodatrice) è un attrezzo utilizzato per conficcare chiodi nel legno o in altri materiali.

## Tipologie
La pistola sparachiodi può essere azionata a sparo (come un'arma da fuoco) oppure a percussione (attraverso l'uso di una molla).
Inoltre la modalità di sparo può essere sequenziale o a sparo continuo. La modalità di sparo sequenziale è più lenta ma più sicura, in quanto il chiodo viene sparato solo se si spinge il becco della pistola sparachiodi sul punto di fissaggio e dopo si preme il grilletto, sparando un chiodo alla volta; in questo modo è minore il rischio che l'espulsione del chiodo avvenga inavvertitamente. Nel caso della pistola sparachiodi a sparo continuo (o a raffica) invece il chiodo viene sparato appena il becco viene premuto sul punto di fissaggio e il grilletto può rimanere premuto durante lo sparo di più chiodi.

## Pericoli

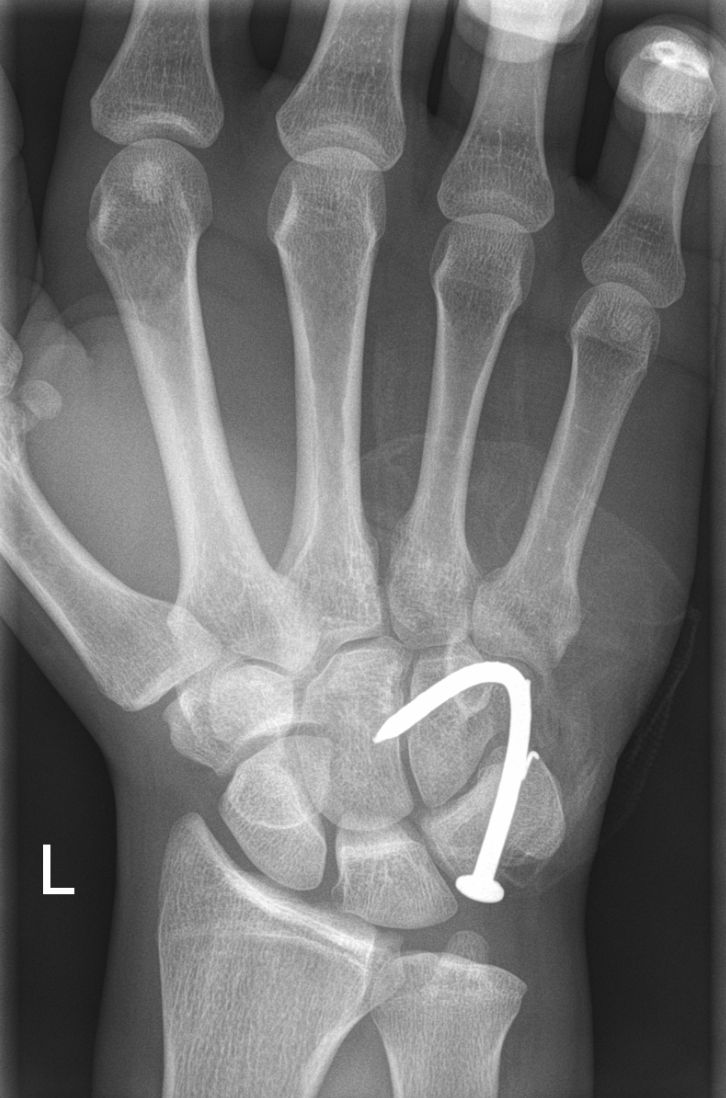
Incidente alla mano causato da un uso errato della pistola sparachiodi.

L'utilizzo di pistole sparachiodi comporta rischi rilevanti per la sicurezza degli operatori, riguardanti il rischio di perforazione accidentale in primo luogo alle mani (con conseguente danneggiamento di tendini, giunture, nervi e ossa) e in secondo luogo agli arti inferiori e altre parti del corpo, comprendendo anche il rischio di paralisi, cecità, danni al cervello e morte nei casi peggiori. Si stimano 37000 visite al pronto soccorso ogni anno negli Stati Uniti per incidenti da pistola sparachiodi. Per tale motivo l'Occupational Safety and Health Administration (OSHA) e il National Institute for Occupational Safety and Health (NIOSH) hanno pubblicato un manuale che include i rischi e le misure preventive ad esse associate.